# شفويات الأعور
شفويات الأعور أو شفويات المصران الأعور أو شفويات المعي الأعور (الاسم العلمي: Eulipotyphla)، وتسمى أحيانا آكلات الحشرات الحقيقية، هي رتبة من الحيوانات تتبع طبقة اللوراسيات من طائفة الثدييات.

## التصنيف
- طوبين
- مشقوق السن
- قنفذيات
- خلدان
- زباببات الشكل
  - الزبابات
    - الزباباوات